# Nnamdi Asomugha
 (juillet 2022).
Si vous disposez d'ouvrages ou d'articles de référence ou si vous connaissez des sites web de qualité traitant du thème abordé ici, merci de compléter l'article en donnant les références utiles à sa vérifiabilité et en les liant à la section « Notes et références ».
(en) Statistiques sur pro-football-reference
Nnamdi Asomugha, né le 6 juillet 1981 à Lafayette en Louisiane, est un joueur américain de football américain évoluant au poste de cornerback. Il est également acteur et producteur de cinéma.

## Biographie
Nnamdi Asomugha est né le 6 juillet 1981 à Lafayette en Louisiane.
Ses parents, Godfrey et Lilian Asomugha sont du Nigéria. Il a un frère, Chijioke Asomugha et une sœur, Chisaraokwu Asomugha.
Il a étudié à l'université de Californie à Berkeley et a joué pour les California Golden Bears principalement au poste de free safety pendant ses années universitaires.

### Vie privée
Nnamdi Asomugha a une fille, Anaiya Asomugha, née en 2006. Il est marié à l'actrice Kerry Washington depuis 2013. Ils ont deux enfants, une fille, Isabelle Amarachi Asomugha, née en 2014 et un fils, Caleb Kelechi Asomugha, né en 2016.

## Carrière

### Footballeur
Il a été drafté en 2003 à la 31e place (premier tour) par les Raiders d'Oakland. Il est alors rapidement replacé comme cornerback sur le terrain. Sa meilleure saison jusqu'à présent est celle de 2006 où il compile 50 tackles, 8 interceptions, 1 sack, 1 fumble forcé et 1 TD, malgré le bilan catastrophique des Raiders qui finissent avec 2 victoires et 14 défaites. Il est ainsi convié à son premier Pro Bowl en 2006. Il est par la suite nommé capitaine de l'équipe des Raiders.
Il devient alors l'un des cornerbacks les plus redoutés de la NFL, et est victime de sa "réputation" puisque peu de quarterbacks ou receveurs, même de renom, osent se frotter à lui sur le terrain. Ainsi, lors de la saison 2008, seulement 27 passes sont adressées dans sa direction, pour 8 complétions à peine. Cela lui vaut d'être convié à son deuxième Pro Bowl en 2008 et d'être élu dans l'équipe All Pro, toujours en 2008.
Avant la saison 2009, les Raiders ont placé le franchise tag sur Asomugha qui était free-agent, faisant ainsi de lui le joueur défensif arrière le mieux payé de l'histoire de la NFL.
De nouveau agent libre en 2011, Asomugha décide de quitter les Raiders. Il est alors contacté par bon nombre d'équipes. Il signe finalement aux Eagles de Philadelphie pour 5 ans et 60 millions de dollars.
Après deux années du côté de Philadelphie, il signe en 2013 avec les 49ers de San Francisco.

### Cinéma et télévision

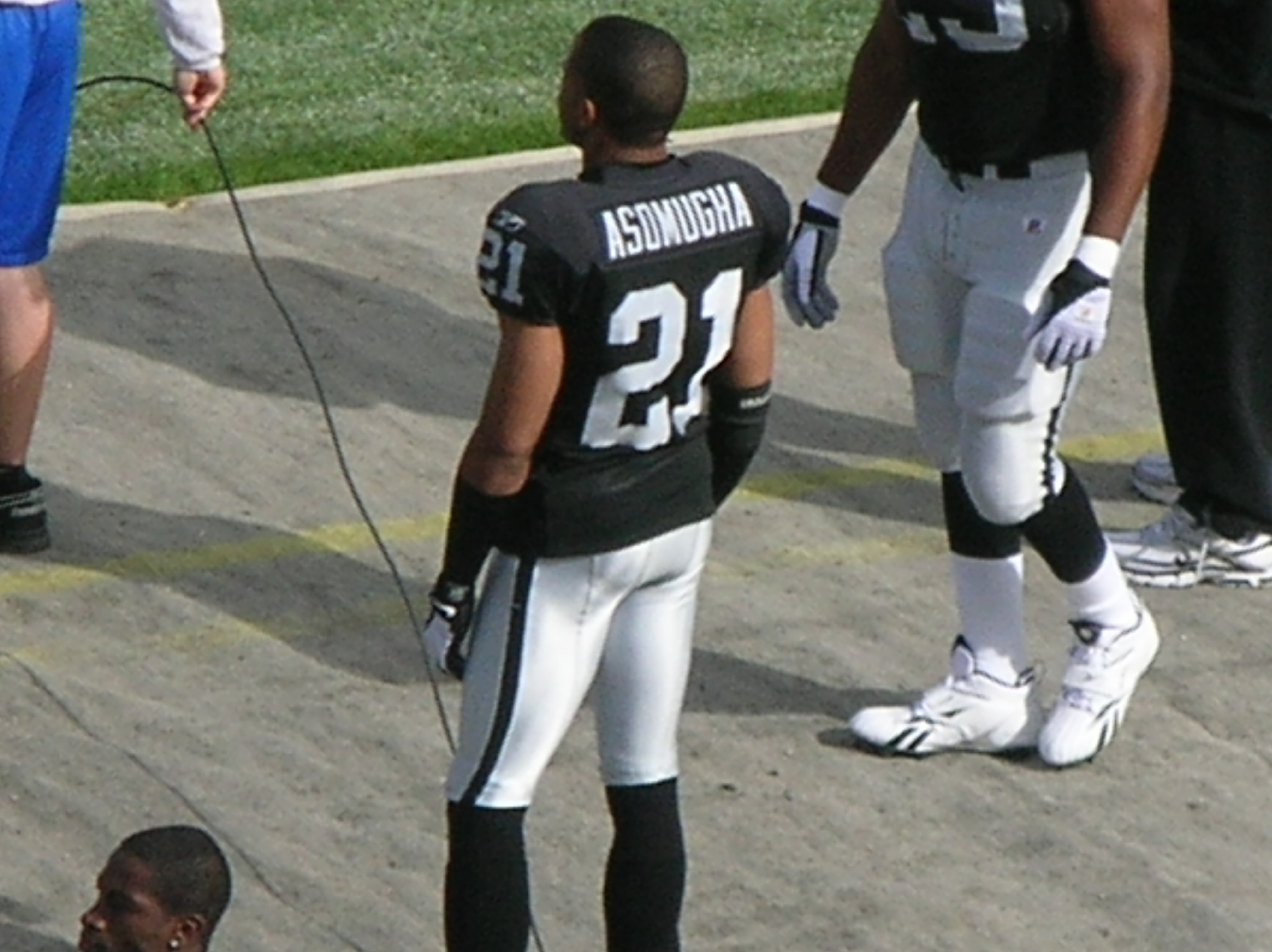
Nnamdi Asomugha attendant de rentrer en jeu.

Il commence sa carrière avec un rôle de figuration dans un épisode de The Game en 2008. L'année suivante, il tient un petit rôle dans la série : Friday Night Lights. En 2010, il est présent dans un épisode de Leverage.
Il débute au cinéma en 2012 dans Fire with Fire : Veangeance par le feu, avec Josh Duhamel, Bruce Willis, Rosario Dawson, ou encore Vincent D'Onofrio.
En 2015, il joue dans Hello, My Name Is Doris de Michael Showalter.

En 2020, il est l'un des rôles principaux du film d'Amazon, Pour l’amour de Sylvie. Deux ans plus tard, il tient un rôle secondaire, aux côtés de Jessica Chastain et Noah Emmerich dans le thriller Meurtres sans ordonnance de Tobias Lindholm et dans la série When the Street Lights Go On.

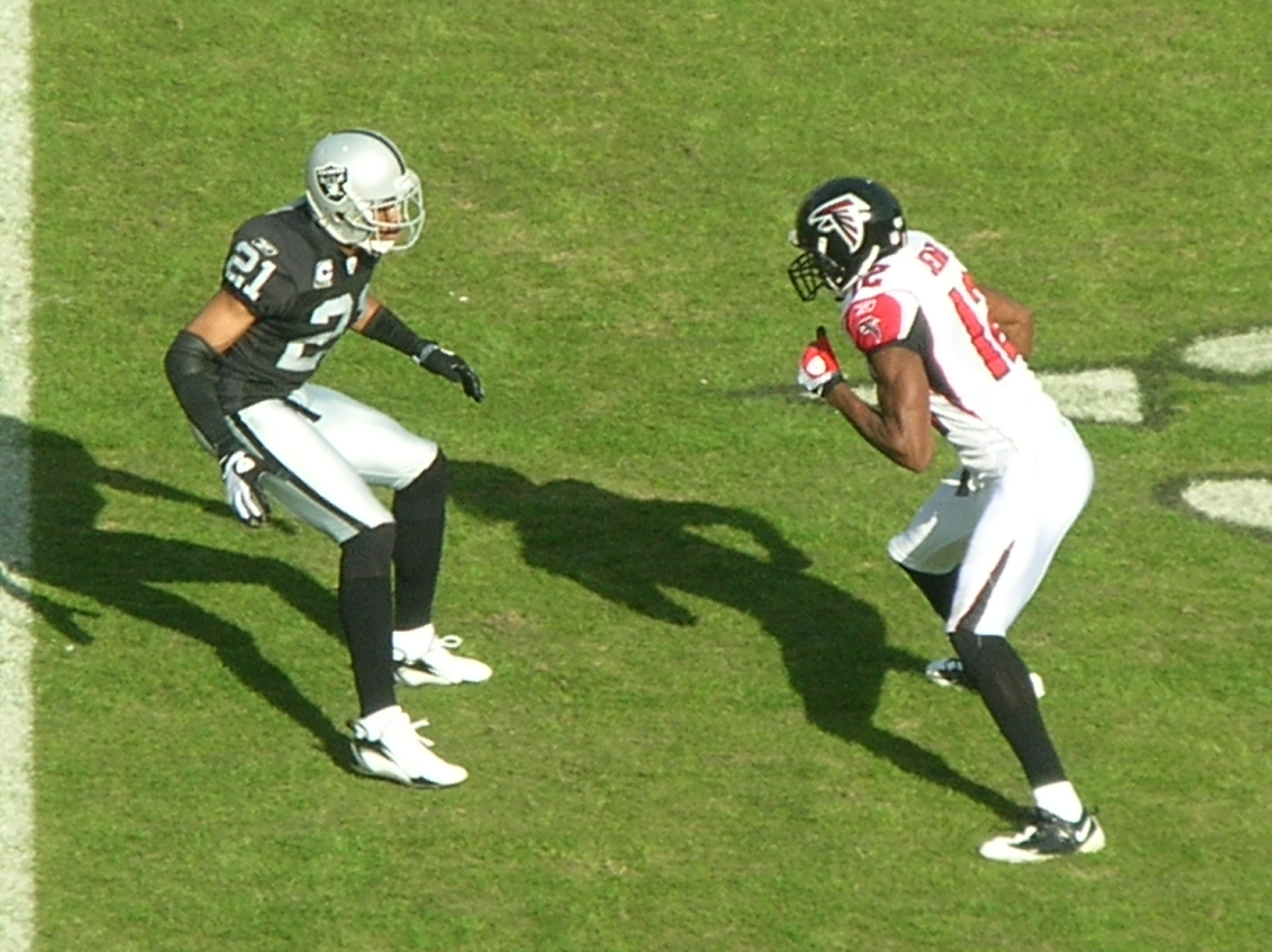
Nnamdi Asomugha couvrant Michael Jenkins en novembre 2008.

## Filmographie

### Cinéma

#### Longs métrages
- 2012 : Fire with Fire : Veangeance par le feu (Fire with Fire) de David Barrett : Sherrod
- 2015 : Hello, My Name Is Doris de Michael Showalter : Shaka
- 2017 : Crown Heights de Matt Ruskin : Carl "KC" King
- 2020 : Pour l’amour de Sylvie (Sylvie's Love) d'Eugene Ashe : Robert Halloway
- 2022 : Meurtres sans ordonnance (The Good Nurse) de Tobias Lindholm : Danny Baldwin
- 2024 : The Knife de lui-même : Christian "Chris"

#### Courts métrages
- 2013 : Double Negative de Pierce Minor : Ahmed

### Télévision

#### Séries télévisées
- 2008 : The Game : Un invité
- 2009 : Friday Night Lights : Ken Shaw
- 2010 : Leverage : Walle
- 2020 : When the Street Lights Go On : Charlie Chambers adulte

### Réalisateur
- 2024 : The Knife

### Scénariste
- 2013 : Double Negative de Pierce Minor
- 2024 : The Knife de lui-même (co-scénariste avec Mark Duplass)

### Producteur
- 2013 : Double Negative de Pierce Minor
- 2017 : Crown Heights de Matt Ruskin
- 2020 : The Banker de George Nolfi
- 2020 : Pour l’amour de Sylvie (Sylvie's Love) d'Eugene Ashe
- 2024 : The Knife de lui-même

#### Producteur exécutif
- 2015 : Beasts of No Nation de Cary Joji Fukunaga
- 2016 : Halfway de Ben Caird
- 2017 : Waiting for Hassana d'Ifunanya Maduka (court métrage)
- 2019 : Harriet de Kasi Lemmons
- 2022 : Nanny de Nikyatu Jusu